# 寇恂
寇 恂（こう じゅん、? - 建武12年（36年））は、後漢初期の武将、政治家である。字は子翼。上谷郡昌平県（現在の北京市昌平区）の人(『後漢書』列伝第六・本伝)。爵位は雍奴侯。諡号は威侯。光武帝の功臣であり、河内太守、潁川太守、汝南太守、執金吾などを歴任した。「雲台二十八将」の第5位に序せられる（『後漢書』列伝12）。

## 略歴
| 姓名           | 寇恂 |
| 時代           | 新代 - 後漢時代                                                                                               |
| 生没年         | 生年不詳 - 36年（建武12年）                                                                                   |
| 字・別号       | 子翼（字） |
| 本貫・出身地等 | 幽州上谷郡昌平県                                                                                              |
| 職官           | 上谷郡功曹〔王莽→更始〕→偏将軍〔劉秀〕 →河内太守、行大将軍事〔劉秀（後漢）〕 →汝南太守〔後漢〕→執金吾〔後漢〕 |
| 爵位・号等     | 承義侯〔更始→後漢〕→雍奴侯〔後漢〕 →雍奴威侯〔没後〕                                                          |
| 陣営・所属等   | 王莽→更始帝→光武帝                                                                                            |
| 家族・一族     | 子：寇寿 寇損 甥：寇張 谷崇                                                                                   |

彼の生家は先祖代々、現地の有力豪族であった。寇恂は若い時から学問を好んで励んだ。後に、州郡の官吏（功曹）として、上谷太守の耿況（雲台二十八将の耿弇の父）に仕えた。耿況は寇恂に一目置き、その才を賞賛した。
更始2年（24年）、寇恂は、更始帝の派遣した行大司馬劉秀（光武帝）が華北出身で邯鄲で蜂起した易者・王郎を討伐すべく兵を集めた頃に、太守耿況に漁陽郡と連合することを説いて上谷を劉秀に帰順させ、その一将として兵馬を率いて劉秀に合流した。故に彼は偏将軍・承義侯に任命された。後に、鄧禹の推薦によって食料の補給の拠点である河内太守・行大将軍事となり、兵糧の輸送・弓射演習・矢の制造・軍馬の養成に勤めた。鄧禹が寇恂の文武の才能を述べる際に前漢の相国蕭何を例として引いたために、よく蕭何と比較される。後にはその有能と聡明さで光武帝の信頼も勝ち得ている。
寇恂が、この河内太守であった時に、黄河の対岸である河南洛陽から、劉秀の北伐の隙を狙った更始帝（劉玄）の武将の朱鮪・蘇茂が攻撃を仕掛けたが、寇恂は兵才を発揮し、同僚の馮異と共にこれを撃退し、逆に洛陽まで進撃した。建武2年（26年）に、その目覚しい戦功を光武帝に絶賛され、雍奴侯に封じられた。
また、彼は外交の名手でもあり、相手を説得する時にその状況を察知して、見事に懐柔することを得意とした。彼は宰相の才があると言われたが、実際そうなることは無かった。彼が治めた土地には必ず、民百姓が彼を慕ったという。また、俸禄は朋友・部下の吏士に施し「我は兵士たちによって俸禄を得た。それ独りこれを受けるべけんや」と言っていた。
その後も、光武帝の隴西遠征に従軍し、隗囂の武将の高峻を降した。しかし、光武帝が天下統一する目前に病没した。
曾孫の寇栄（寇恂の末子の孫）は侍中を務めたが、宦官の讒言により辞職して郷里に隠棲した。しかし、延熹元年（158年）に幽州刺史の張敬に家族とともに捕らわれて、延熹7年（164年）12月に桓帝の勅命により、寇栄は家族とともに皆殺しの刑に処され、こうして寇恂の子孫は凋落した。

## 人柄・逸話

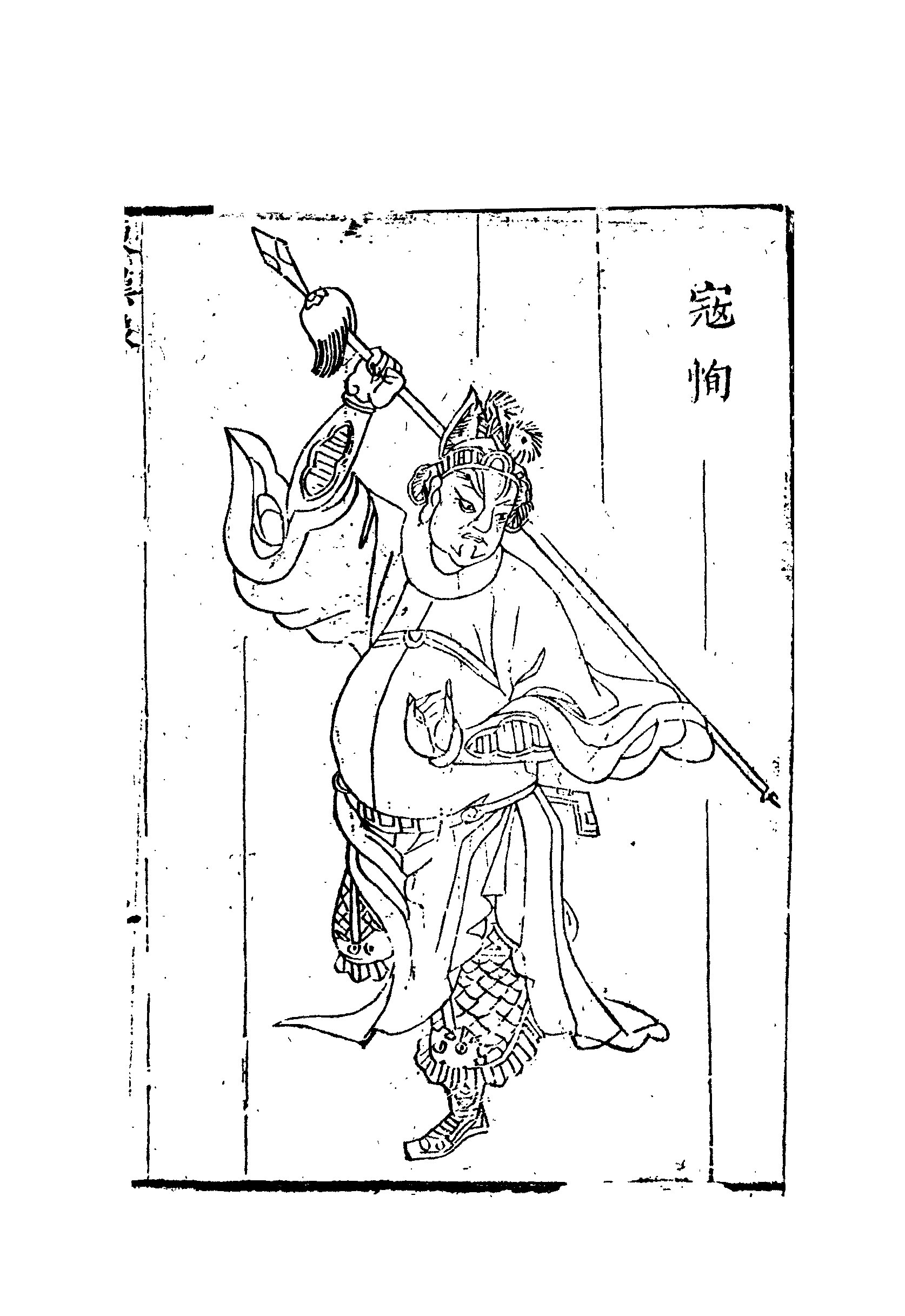
寇 恂

- 更始帝の使者が郡国を巡って、先んじて帰順するものには爵位を戻す、と言うので、上谷太守耿況らがこれに従い印綬を返すと、一晩経っても返されない。そこで、寇恂は兵を整えて使者に会うと順々と理を説き、それでも肯んじないと、使者の命であると耿況を呼び、使者から印綬を取り上げると耿況に授けた。使者は渋々、耿況を太守と為した。

- 寇恂が潁川太守の時、賈復の配下を法によって晒し首にしたが、慣例的に放免することが多かったため、辱めを受けたと賈復から逆恨みを受ける。寇恂は、藺相如と廉頗の故事にならって難を避けていたが、最後は光武帝に事情を申し開き、光武帝が互いを和解させた。

- 寇恂が執金吾の時に、潁川郡に賊が発生したため、国家の大事であるからと、格下の潁川太守に再度任じられるが、寇恂は「陛下が隴蜀に有事と聞いて、誑かされて賊は出ました。陛下が潁川に御幸すれば収まります。願わくば、精鋭を率いて前駆せんことを」と言う。即日、光武帝が南征すれば、盗賊は悉く降った。故に結局、寇恂は潁川太守に再任されなかった。しかるに光武帝は百姓（ひゃくせい）から「また寇君を一年お貸し頂きたい」と陳情を受ける。

- 寇恂が高峻と交渉を行った時、高峻の副将皇甫文がやって来て、礼儀をわきまえないので、怒って誅せんとし、諸将が止めるも聞かず斬って、高峻には「軍師が無礼なので斬った。降りたくば急いで降れ、そうでなければ固く守れ」と伝える。意外にも高峻が降って来たので諸将が理由を訊くと、寇恂は「皇甫文は高峻の智恵袋で、元より降る気はない。あのまま帰せば、皇甫文の思う通りである。皇甫文を斬ったことで、高峻は肝を潰したのである」と答え、諸将は及ぶ所にあらずと感嘆した。

## 関連記事
- 新末後漢初